# Pelouses calcicoles du Mâconnais
Pelouses calcicoles du Mâconnais este o arie protejată (sit de importanță comunitară — SCI) din Franța întinsă pe o suprafață de 159 ha, integral pe uscat.

## Localizare
Centrul sitului Pelouses calcicoles du Mâconnais este situat la coordonatele 46°18′01″N 4°43′17″E / 46.30028°N 4.72139°E.

## Înființare
Situl Pelouses calcicoles du Mâconnais a fost declarat arie specială de conservare în baza directivei 92/43 din 1992 referitoare la conservarea habitatelor naturale și a faunei și florei sălbatice pentru a proteja 1 specie de animale.

## Biodiversitate
Situată în ecoregiunea continentală, aria protejată conține 6 habitate naturale: Pante stâncoase calcaroase cu vegetație casmofită, Grohotișuri medio-europene calcaroase, de la nivel colinar și montan, Formațiuni stabile xerotermofile de Buxus sempervirens pe pante stâncoase (Berberidion p.p.), Pajiști carstice calcaroase sau bazofile, de Alysso-Sedion albi, Fânețe de joasă altitudine (Alopecurus pratensis, Sanguisorba officinalis), Pajiști uscate seminaturale și facies de acoperire cu tufișuri pe substraturi calcaroase (Festuco-Brometalia) (* situri importante pentru orhidee).
La baza desemnării sitului se află o specie protejată de  mamifere: liliacul mic cu potcoavă (Rhinolophus hipposideros).
Pe lângă speciile protejate, pe teritoriul sitului au mai fost identificate 15 specii de plante, 4 specii de păsări, 2 specii de amfibieni, 2 specii de mamifere, 1 specie de nevertebrate, 7 specii de reptile.